# Geronte
Geronte (en griego Gerón, «anciano.») En la antigua Grecia, especialmente en las ciudades dorias, era el miembro del consejo de ancianos que asesoraba al rey en cuestiones políticas. El consejo de los gerontes de Esparta, la gerusía, contaba con 28 ancianos de más de 60 años, elegidos en un principio a perpetuidad y luego cada año, que se reunían bajo la presidencia de los dos reyes del momento. Preparaban asambleas públicas y en algunos casos se reunían con los éforos.
- Datos: Q10504467